# Оушен Бойс
«Оушен Бойс» (англ. Ocean Boys Football Club) — нигерийский футбольный клуб из Брасса. Выступает в Премьер-лиге Нигерии. Домашние матчи проводит на стадионе «Йенагоа Тауншип», вмещающем 5 000 зрителей.

## История
«Оушен Бойс» — один из двух клубов, представляющих в чемпионате Нигерии штат Байельса, а его дерби с «Байельса Юнайтед» считается одним из самых известных в Нигерии. «Оушен Бойс» был основан в 2002 году и является одним из самых молодых клубов Премьер-лиги. Свой первый сезон в элите команда провела в 2006 году, причём, с ходу выиграв чемпионский титул. В 2008 году команда из Брасса также стала обладателем Кубка Нигерии.

## Достижения

### Местные
- Чемпион Нигерии — 1 (2006)
- Обладатель Кубка Нигерии — 1 (2008)